# Tramwaje w Jarosławiu

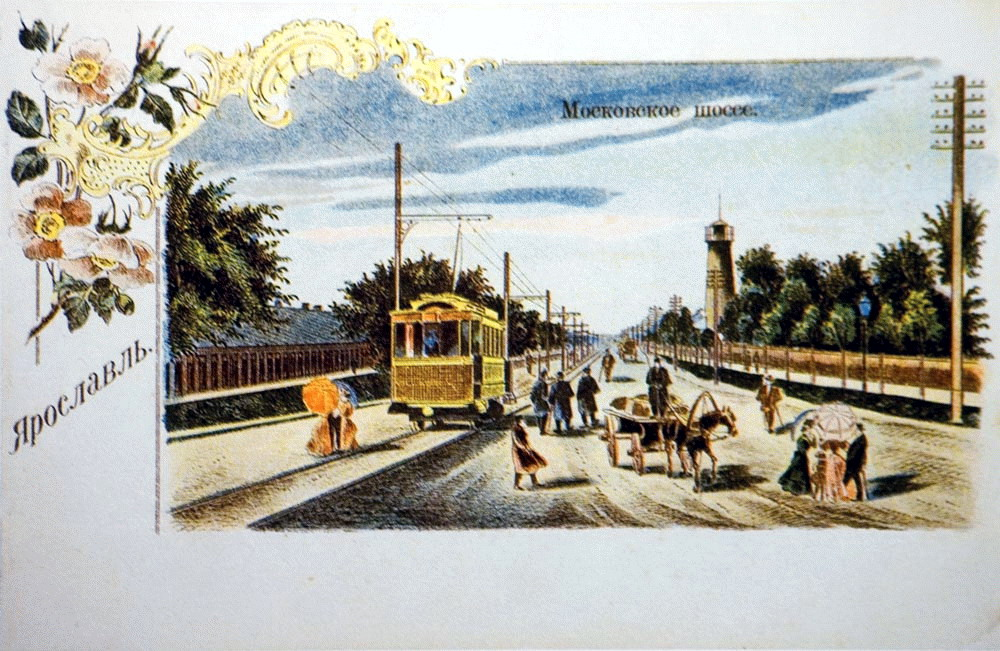
Tramwaj na ul. Moskiewskiej, początek XX w.

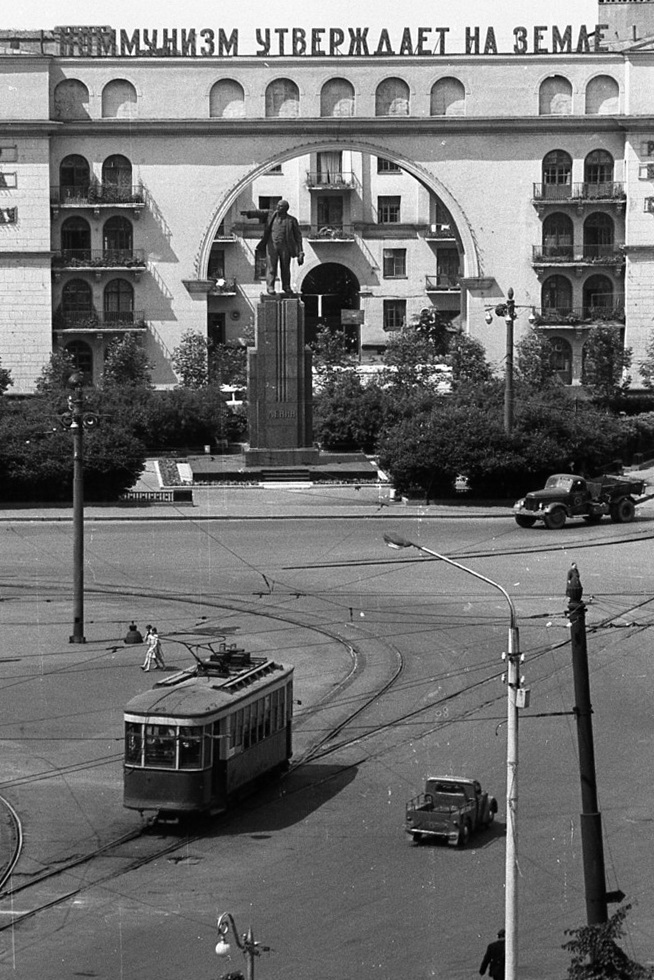
Tramwaj w Jarosławiu w 1960 r.

Tramwaje w Jarosławiu – system komunikacji tramwajowej działający w rosyjskim mieście Jarosław. 
Tramwaje w Jarosławiu uruchomiono 17 grudnia 1900. W pierwszej dekadzie XXI wieku zlikwidowano trasy tramwajowe w centrum miasta pozostawiając te znajdujące się na obrzeżach centrum. 

## Zajezdnie
W Jarosławiu działały dwie zajezdnie, z których obecnie działa jedna:
- Zajezdnia tramwajowa nr 3: otwarta 17 grudnia 1900 r., zamknięta 1 listopada 2005 r.
- Zajezdnia tramwajowa nr 4: otwarta w 1977 r., 1 listopada 2005 r. zmieniono jej nazwę na „zajezdnia tramwajowa”

Numery 1 i 2 mają zajezdnie trolejbusowe. 

## Linie
Według stanu z 26 czerwca 2018 r. w Jarosławiu kursowały 4 linie tramwajowe:
| Numer | Początek trasy       | Koniec trasy     | Trasa | Długość (km) |
| ----- | -------------------- | ---------------- | --- | ------------ |
| 1     | ulica Czkałowa       | ulica Swierdłowa | Ulica Czkałowa → Ulica Junosti → Ulica Dobrynina → Ulica Żukowa → Ulica Bielinskogo → Ulica Czechowa → Bolnica imieni Sołowjewa → Płoszczad Karła Marksa → Ulica Swierdłowa | 4,3          |
| 5     | Bolnica nr 9         | ulica Czkałowa   | Bolnica nr 9 → 14-j mikrorajon → Leningradskij prospiekt → Ulica Wołgogradskaja → 11-j mikrorajon → Kinotieatr Pobieda → Ulica Panina → Prospiekt Dzierżynskogo → Ulica Urickogo → Ulica Jeleny Kolesowoj → Tramwajnoje diepo → TC Omiega → Awtomastierskije → Łakokraska → Institut monomierow → JAMZ → Obłastnaja onkołogiczeskaja bolnica → Ulica Czechowa → Ulica Bielinskogo → Ulica Żukowa → Ulica Dobrynina → Ulica Junosti → Ulica Czkałowa | 15,7         |
| 6     | ulica Czkałowa       | ulica Bluchiera  | Ulica Czkałowa → Ulica Junosti → Ulica Dobrynina → Ulica Żukowa → Ulica Bielinskogo → ulica Czechowa → Obłastnaja onkołogiczeskaja bolnica → JAMZ → Institut monomierow → Łakokraska → Awtomastierskije → TC Omiega → Dietskaja bolnica → Ulica Jeleny Kolesowoj → Kinotieatr Oktiabr → Szkoła 26 → Ulica Bluchiera | 11,15        |
| 7     | ulica Wołgogradskaja | ulica Swierdłowa | Ulica Wołgogradskaja → 11-j mikrorajon → Kinotieatr Pobieda → Ulica Panina → Prospiekt Dzierżynskogo → Ulica Urickogo → Ulica Jeleny Kolesowoj → Tramwajnoje diepo → TC Omiega → Awtomastierskije → Łakokraska → Institut monomierow → JAMZ → Obłastnaja onkołogiczeskaja bolnica → Bolnica imieni Sołowjewa → Płoszczadʹ Karła Marksa → Ulica Swierdłowa                                                                                           | 13           |

## Tabor
W czerwcu 2018 r. w Jarosławiu eksploatowano tramwaje KTM-5, KTM-5A, KTM-19K oraz KTM-19KT. Począwszy od 2003 r., w dwóch zakładach: „81 centralnaja inżeniernaja baza MO RF” na obrzeżach Jarosławia oraz w drugim o nazwie Tramwajno-riemontnyj zawod w Moskwie, modernizowane są tramwaje typu KTM-5 i KTM-5A. 
Do 2008 r. eksploatowano także tramwaje typu KTM-8K w liczbie 12 wagonów. 26 czerwca 2018 r. tabor składał się z następujących wagonów:
| Zdjęcie        | Typ            | Liczba |
| -------------- | -------------- | ------ |
|                | KTM-5M3        | 14     |
|                | KTM-5A         | 5      |
|                | KTM-19K        | 3      |
|                | KTM-19KT       | 33     |
| Łączna liczba: | Łączna liczba: | 55     |